# Romos
Romos is een Roemeense gemeente in het district Hunedoara.
Romos telt 2855 inwoners.